# Inês Castel-Branco
Maria Inês Coutinho de Seabra Castel-Branco, conocida profesionalmente como Inês Castel-Branco (Lisboa, 17 de mayo de 1977) es una editora, ilustradora y escritora portuguesa. 

## Trayectoria profesional
Es licenciada en Arquitectura por la Universidad de Oporto (2001) y doctora en arquitectura por la Universidad Politécnica de Cataluña, con una tesis sobre "El espacio teatral de los años setenta" (2007). Reside en Barcelona desde 1999, donde llegó con una beca Erasmus.
En mayo de 2007, junto con Ignasi Moreta, fundó Fragmenta Editorial,. Destacó por una tríada actualizada de tipografías y diseños, abandonando el tradicionalismo imperante en el sector de la literatura religiosa o filosófica.
A partir de 2015 inició la colección Petit Fragmenta de álbumes ilustrados, en una producción editorial artesanal. 
El 2018 abandona Fragmenta y funda en solitario AKIARA books, una editorial de literatura infantil y juvenil que publica simultáneamente en catalán, castellano y portugués, libros ilustrados de producción propia, que se han traducido a más de una docena de idiomas.
El diciembre de 2003 recibe el XIV Premio Joan Maragall por la obra Caminos efímeros hacia el eterno. Intersecciones entre liturgia y arte, que otorga la Fundación Joan Maragall a una obra de ensayo o investigación sobre cristianismo y cultura. El texto se publicó en la editorial Cruïlla en 2004. También ha escrito artículos e impartido conferencias sobre la relación entre las artes y la espiritualidad en varias instituciones.
En el ámbito de la literatura infantil y juvenil publicó en 2015 el álbum ilustrado Respira (traducido a más de 10 idiomas) y, en 2018, La gota de agua (según Raimon Panikkar), que se estrenó dentro de las conmemoraciones del Any Panikkar. También es la diseñadora, en 2018, de la exposición “Raimon Panikkar: vivir la aventura intercultural”, comisariada por Jordi Pigem para el Espacio Aviñón, y posteriormente  viaja por varias bibliotecas de Cataluña.
El 2020, como editora de AKIARA books, recibe el 26.º Memorial Fernando Lara otorgado por la Cámara del Libro de Cataluña a un joven emprendedor o a una nueva iniciativa empresarial del sector del libro.

## Obras
Como editora
- Grotowski, Jerzy, Teatro y más allá. Textos selectos 1969-1995, introducción y edición al cuidado de Inês Castel-Branco, Fragmenta Editorial, Barcelona, 2009. ISBN 978-84-92416-29-5

Como autora
- Caminos efímeros hacia el Eterno. Intersecciones entre liturgia y arte, Cruce, Barcelona, 2004. ISBN 84-661-1037-2
- La gota de agua. Según Raimon Panikkar, Akiara Books, Barcelona, 2018. ISBN 978-84-17440-03-9
- Respira, Akiara Books, Barcelona, 2015 (6.ª edición: 2020, ISBN 978-84-17440-12-1)